# علي أبوندو
علي أبوندو (بالإنجليزية: Ali Abondo)‏ (20 نوفمبر 1989 بكيزيمو في كينيا - ) هو لاعب كرة قدم كيني في مركز الوسط. شارك مع منتخب كينيا لكرة القدم. أما مع النوادي، فقد لعب مع نادي توسكر ونادي غور مايا وBandari F.C. (Kenya) ‏ وSoNy Sugar F.C. ‏.

## وصلات خارجية
- علي أبوندو على موقع ناشيونال فوتبول تيمز (الإنجليزية)
- علي أبوندو على موقع Soccerway.com (الإنجليزية)